# 江总
江总（519年—594年），字总持，济阳考城（今河南省民权县东）人，南朝陈大臣、诗人。

## 簡介
江总的父亲江紑是南康王萧绩主簿，母亲萧氏是吴平侯萧昺之女。江总从小喜爱讀書，家传书籍数千卷，经常昼夜攻读，手不释卷，以文才著稱。南梁时，十八岁的江总为武陵王府法曹参军，迁尚书殿中郎、太子舍人兼太常卿。所作诗篇深受梁武帝赏识，官至太常卿。高才学士张缵、王筠、刘之遴等人，都对江总雅相推重，与他为忘年之交。
侯景之乱后，江总避难会稽，流寓岭南，至陈文帝天嘉四年（563年）才被征召回建康，任中书侍郎。太建二年（570年）其好友歐陽紇兵敗被殺之後，江總收養了歐陽紇之子歐陽詢，教其書法、經史。陈后主时，任尚书令，故世称“江令”。他为官不理政务，天天与陈后主游乐于后庭，互作淫艳之诗，时人称之“狎客”。
隋文帝开皇九年（589年），隋灭南陈，江总入隋为上开府，历仕梁、陈、隋三朝。后放回江南，去世于江都（今江苏扬州）。

## 文學
能文善詩，尤其擅于写五言、七言诗，多为情色之作。其中部分七言，已初具近體詩格律。原有集三十二卷，已佚，明人辑有《江令君集》。唐人傳奇中，有著名的《补江总白猿传》，作者軼名，假託自己「補寫江總的《白猿传》」，但事實上並未發現江總寫有《白猿传》。一般認為，此文的寫作目的是誹謗歐陽詢非歐陽紇之子，乃為猴妖所生。

## 延伸阅读
[在维基数据编辑]
 在维基文库阅读此作者作品
 《陳書·卷27》，出自姚思廉《陳書》